# Цртеж људске фигуре
Цртеж људске фигуре је врста пројективне технике која се заснива на интерпретацији цртежа људске фигуре. Најчешће се користи у терапијском раду са децом. Проблем у тумачењу цртежа је што терапеути нису сигурни у којој је мери испитаник у свој цртеж пројектовао своје телесно, своје стварно и своје идеализовано Ја. Мада овај тест није објективан, ни поуздан, нити је доказана његова валидност, он је веома популаран у клиничкој пракси, јер је једноставан за задавање, широко употребљив и економичан.